# ビートルズは終わらない〜The Beatles 4 Ever〜
ビートルズは終わらない〜The Beatles 4 Ever〜（ビートルズはおわらない ザ・ビートルズ フォー エバー）は、ジャパンエフエムネットワーク制作、JFN系列局で放送されていた音楽ミニ番組。

## 概要
ビートルズの楽曲や解散後にメンバーが参加した別グループ・ソロ曲、カバー曲などをパーソナリティの登坂がエピソードとともに1日1曲紹介していく。13時台・23時台に1日2回送出されるため、2度ともネットする局は23時台については再放送扱いとなる。
2023年3月31日の放送を以て本番組は終了。後継番組は、ローリング・ストーンズを敬愛して止まないLOVE PSYCHEDELICOのNAOKIがパーソナリティを務める『Rolling Stone Cafe』。

## ネット局
2021年10月現在。備考欄に表記のない限り平日（月 - 金曜）に放送。13:55・23:55にネットする局はネットする列に○を表記。それ以外の時間にネットする局は時間を表記。下記ネット局以外のJFN系列局は未ネット。
| 放送対象地域   | 放送局名                                    | 13:55 | 23:55 | 他の時間 | 備考                             |
| -------------- | ------------------------------------------- | ----- | ----- | -------- | -------------------------------- |
| 青森県         | エフエム青森（AFB）                         |       | ○     |          |                                  |
| 岩手県         | エフエム岩手（FM IWATE）                    | ○     |       |          | 木・金曜は未ネット               |
| 宮城県         | エフエム仙台（Date fm）                     |       |       | 15:50    | 金曜は未ネット                   |
| 秋田県         | エフエム秋田（AFM）                         |       | ○     |          |                                  |
| 山形県         | エフエム山形（Rhythm Station）              | ○     |       |          |                                  |
| 栃木県         | エフエム栃木（RADIO BERRY）                 |       | ○     |          |                                  |
| 群馬県         | エフエム群馬（FM GUNMA）                    |       | ○     |          |                                  |
| 関東広域圏     | InterFM897                                  | ○     |       |          | 金曜は未ネット                   |
| 新潟県         | エフエムラジオ新潟（FM-NIIGATA）            |       |       | 0:55     | 火 - 土曜（月 - 金曜深夜）に放送 |
| 長野県         | 長野エフエム放送（FM長野）                  | ○     |       |          |                                  |
| 富山県         | 富山エフエム放送（FMとやま）                |       |       | 20:55    |                                  |
| 石川県         | エフエム石川（HELLO FIVE）                  | ○     |       |          |                                  |
| 福井県         | 福井エフエム放送（FM FUKUI）                | ○     |       | [ 注 2 ] | 全て日曜に放送                   |
| 愛知県         | エフエム愛知（FM AICHI）                    |       | ○     |          |                                  |
| 岐阜県         | エフエム岐阜（FM GIFU）                     | ○     |       |          |                                  |
| 三重県         | 三重エフエム放送（レディオキューブ FM三重） |       |       | 18:55    | 木曜は未ネット                   |
| 島根県・鳥取県 | エフエム山陰（V-air）                       | ○     |       |          |                                  |
| 岡山県         | 岡山エフエム放送（FM OKAYAMA）              | ○     | ○     |          |                                  |
| 広島県         | 広島エフエム放送 (HFM)                      |       | ○     |          |                                  |
| 山口県         | エフエム山口（FMY）                         |       | ○     |          |                                  |
| 徳島県         | エフエム徳島（FM TOKUSHIMA）                | ○     |       |          |                                  |
| 香川県         | エフエム香川（FM香川）                      | ○     |       |          |                                  |
| 高知県         | エフエム高知（Hi-Six）                      | ○     |       |          |                                  |
| 長崎県         | エフエム長崎（FM Nagasaki）                 |       |       | 0:55     | 火 - 土曜（月 - 金曜深夜）に放送 |
| 大分県         | エフエム大分（Air-Radio FM88）              | ○     |       |          |                                  |
| 鹿児島県       | エフエム鹿児島（μFM）                       |       | ○     |          |                                  |
| 沖縄県         | エフエム沖縄（FM沖縄）                      |       | ○     |          |                                  |